# 上海商业储蓄银行大楼
上海商业储蓄银行大楼，是上海商业储蓄银行自建的大楼。主楼位于上海市黄浦区江西中路368号，中楼为江西中路372号，小楼为江西中路374-398号。上海市第四批优秀历史建筑。

## 历史
1929年，上海商业储蓄银行投资150万元于江西中路宁波路东北隅自建三幢大楼。1931年6月22日，大楼正式启用。1951年7月由人民银行投资增加公股成分后，正式改组为公私合营性质的银行。1958年后该楼由上海纺织品公司等多家机构使用，1990年代起这里一度为新组建的浦发银行总部所在地，浦发银行总部迁入浦东自建的大楼后，这里为浦发银行黄浦支行使用。

## 建筑
大楼由英商通和洋行设计。建筑平面呈L形，平屋顶。主楼地块位于宁波路与江西中路转角，即以转角处为中轴线，两翼展开，大致对称，九层钢筋混凝土结构。建筑外立面以底层与二层之间的腰线和四至五层的檐口将建筑划分为三个水平立面，为新古典主义建筑惯用手段，从视觉上增加建筑的主体效果。
由于底层主要用于银行的营业厅，楼层较高。营业厅的出入口开在宁波路上，在入口的两侧设计为白色通层的壁柱，强调了建筑纵向线条。
大楼顶层的平台上建有一幢中国庙宇式建筑，为银行创始人陈光甫增建的佛堂，该佛堂建筑至今保存完好。